# Vlasinsko jezero
Vlasinsko jezero (cyr. Власинско језеро) – zbiornik zaporowy w Serbii, w okręgu pczyńskim, na terenie gminy Surdulica. Powstał poprzez spiętrzenie wód rzek Vlasina i Vrla.

## Charakterystyka
Położone jest na wysokości 1213 m n.p.m. Jego powierzchnia wynosi 16 km², a pojemność całkowita 176 milionów m³. Przed jego powstaniem na tym terenie dominowały torfowiska, noszące wspólne miano Vlasinsko blato. Otoczone jest szczytami: Čemernik, Gramada i Vardenik. Leży na granicy zlewisk dwóch mórz: Czarnego i Egejskiego. Dochodzi do zjawiska bifurkacji, gdyż wody jeziora trafiają do obu z nich. Na jeziorze znajduje się największa torfowa wyspa na Bałkanach. Wokół jeziora leżą następujące miejscowości: Vlasina Okruglica, Vlasina Rid i Vlasina Stojkovićeva.
Budowa zapory trwała w latach 1946–1949. W 2018 roku na jeziorze utrzymywano rekordowo niski stan wód w celu prowadzenia prac utrzymaniowych na zaporze. Niski poziom wody budził wątpliwości ekologów dotyczące zagrożenia przyrody.